# Savona (Nueva York)
Savona es una villa ubicada en el condado de Steuben en el estado estadounidense de Nueva York. En el año 2000 tenía una población de 822 habitantes y una densidad poblacional de 303.7 personas por km².

## Geografía
Savona se encuentra ubicada en las coordenadas 42°17′7″N 77°13′8″O / 42.28528, -77.21889.

## Demografía
Según la Oficina del Censo en 2000 los ingresos medios por hogar en la localidad eran de $33,182, y los ingresos medios por familia eran $39,018. Los hombres tenían unos ingresos medios de $30,893 frente a los $20,156 para las mujeres. La renta per cápita para la localidad era de $15,194. Alrededor del 13.9% de la población estaban por debajo del umbral de pobreza.